# Сточкі (Опочинський повіт)
Сточкі (пол. Stoczki) — село в Польщі, у гміні Мнішкув Опочинського повіту Лодзинського воєводства.
Населення — 222 особи (2011).
У 1975-1998 роках село належало до Пйотрковського воєводства.

## Демографія
Демографічна структура станом на 31 березня 2011 року:
|          | Загалом | Допрацездатний вік | Працездатний вік | Постпрацездатний вік |
| -------- | ------- | ------------------ | ---------------- | -------------------- |
| Чоловіки | 101     | 22                 | 70               | 9                    |
| Жінки    | 121     | 29                 | 67               | 25                   |
| Разом    | 222     | 51                 | 137              | 34                   |